# 1947 у футболі
Нижче наведені футбольні події 1947 року у всьому світі.

## Засновані клуби
- Жальгіріс (Вільнюс) (Литва)
- Зімбру (Молдова)
- Одеса
- Стяуа (Румунія)

## Національні чемпіони
- Англія: Ліверпуль
- Аргентина: Рівер Плейт
- Ірландія: Шелбурн
- Нідерланди: Аякс (Амстердам)
- Парагвай: Олімпія (Асунсьйон)
- Туреччина: Анкара Демірспор
- Угорщина: Уйпешт
- Швеція: Норрчепінг
- Шотландія: Рейнджерс